# Tony Sender
Tony Sender (ou Toni Sender), née le 29 novembre 1888 à Biebrich, dans l'arrondissement de Wiesbaden et morte le 26 juin 1964 à New York, est une femme politique allemande, membre du Parti social-démocrate et du Parti social-démocrate indépendant. Pacifiste et féministe, elle défend ses idées contre sa famille d'abord, dans son parti et au Parlement ensuite. Elle refuse de se laisser enfermer dans des thématiques dites féminines, et devient une spécialiste en économie et affaires étrangères.
Elle participe activement à la Révolution allemande de 1918-1919 et devient membre du Conseil municipal de Fransfort. De 1920 à 1933, elle est députée au Reichstag.
Elle est aussi journaliste sous son nom Sidonie Zippora Sender et sous les pseudonymes Dora Denis et Elisabeth. Elle prend la nationalité américaine après avoir fui la dictature nazie.

## Biographie

### Jeunesse et formation
Sidonie Zippora Sender est née le 29 novembre 1888 à Biebrich (aujourd'hui Wiesbaden). Elle est la troisième fille du marchand Moritz (Moses) Sender et de son épouse Marie Dreyfus, tous deux juifs orthodoxes. Son père est président de la communauté juive de Biebrich. Elle prend plus tard le prénom de Tony ou Toni.
Après avoir terminé l'enseignement secondaire dans une école pour filles, Tony Sender manifeste le souhait d'apprendre un métier. Elle quitte alors sa famille à l'âge de 13 ans pour fréquenter l'école commerciale privée pour filles de Francfort-sur-le-Main. Elle explique plus tard qu'elle voulait être le plus tôt possible son « propre maître » économiquement et donc aussi mentalement et dans son style de vie.
Son père refuse cependant de lui donner le consentement dont elle a besoin pour étudier l'économie. Elle commence alors à travailler, d'abord dans une entreprise de meubles à Francfort puis comme employée dans la société métallurgique de Francfort Beer, Sondheimer & Co. A peine âgée de seize ans, elle adhère au syndicat des employés de bureau et au Parti social-démocrate.

### Engagement politique et pacifiste
Elle participe aux manifestation pour demander le suffrage universel lors desquelles, comme des centaines de manifestants, elle est frappée par la police qui fait preuve d'une grande violence. Cette expérience contribue à sa radicalisation,.
En 1910, elle travaille pendant quatre ans dans la succursale de Paris de son entreprise. Elle s'engage auprès des socialistes français, devient la deuxième présidente d'une section du parti et forme un groupe de femmes pour éliminer les obstacles sociaux et économiques à l’égalité pour les femmes. Elle pense que la participation active des femmes est une condition indispensable pour une transformation sociale profonde.
Avec l'assassinat de Jean Jaurès et le déclenchement de la Première Guerre mondiale, elle retourne à Francfort, où elle prend des contacts avec le mouvement pacifiste allemand.

### Première Guerre mondiale
Elle renonce à travailler comme soignante pour les soldats, considérant qu'il s'agit surtout de leur mettre des pansements pour qu'ils retournent au combat au plus vite. Elle reprend donc son travail à l'entreprise de métallurgie, consciente que là aussi, elle participe à l"effort de guerre", malgré ses convictions pacifistes.
Elle prend ses distances avec le SPD lorsque celui-ci vote en faveur des crédits de guerre, et se rapproche de Robert Dissmann (de) qui crée une faction anti-guerre au sein du parti,. Il leur est cependant difficile de travailler, le parti n'étant pas disposé à débattre de ces questions et, de plus, ils sont l'objet de surveillance policière.
Toni Sender participe au Congrès international des femmes pour la paix qui se tient à Berne, du 16 au 28 mars 1915, et contribue ensuite à la formation du  Parti social-démocrate indépendant d'Allemagne (USPD) en 1917.

### Carrière politique dans l'entre-deux-guerres

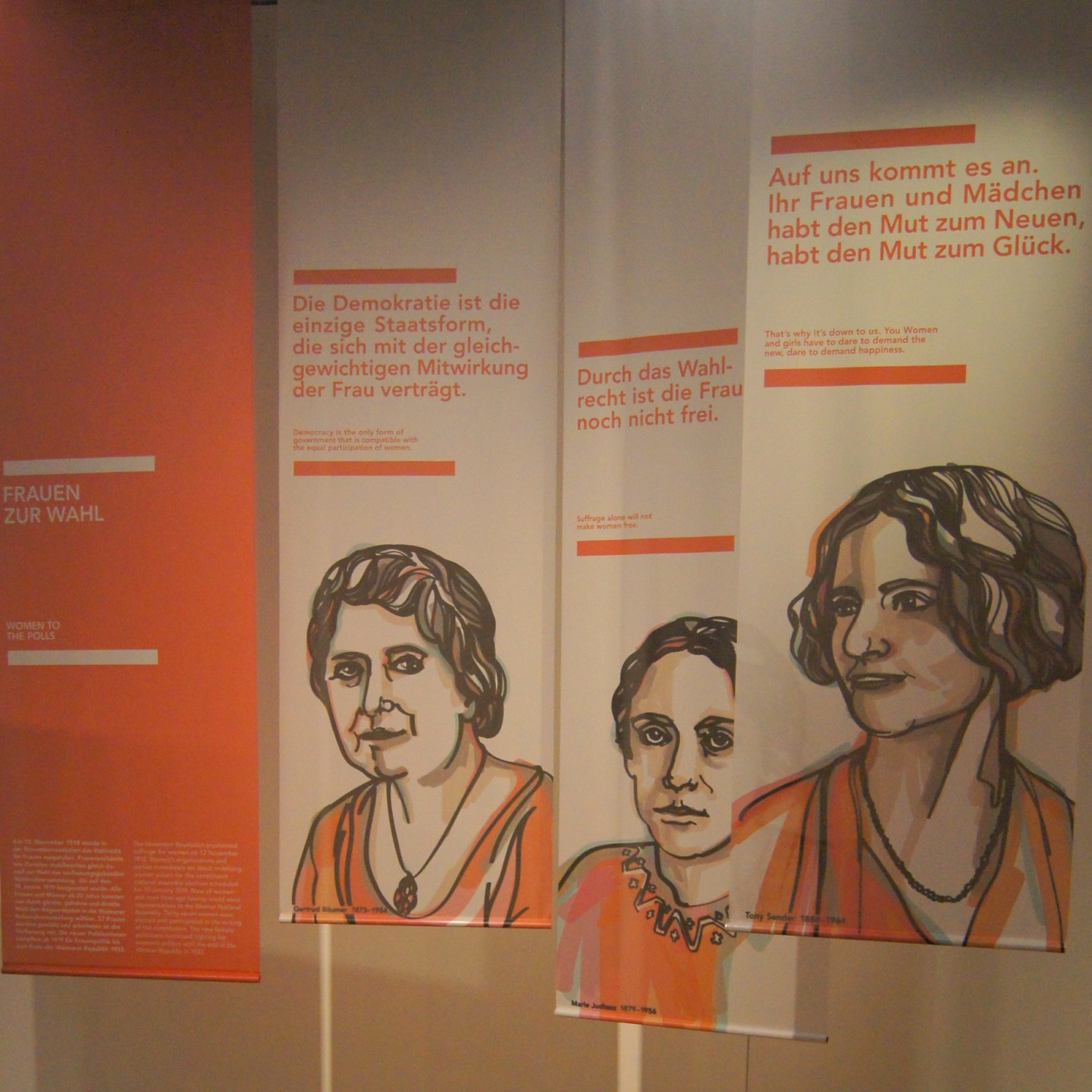
Bannière des femmes pour l'élection dans l'exposition spéciale Élection des femmes, Musée historique de Francfort. Tony Sender est visible à l'extrême droite.

Toni Sender participe activement à la révolution allemande de 1918-1919, tout en prônant un comportement non-violent : « Si nous agissons rapidement et de manière approfondie, de grandes choses peuvent être accomplies sans violence ». Elle devient membre du conseil municipal de Francfort en 1919 et joue un rôle clé dans le mouvement des conseils d'ouvriers et de soldats,.
La même année, elle prend la direction du quotidien de l'USPD, Volksrecht.
En 1920, elle est élue au Reichstag dans la circonscription de Hesse-Nassau pour le Parti social-démocrate indépendant d'Allemagne (USPD). À partir de 1922, après la réunification des deux partis sociaux-démocrates, elle remplit son mandat au sein du Parti social-démocrate. Au parlement, elle s'implique dans un programme de réformes ambitieux du système scolaire.

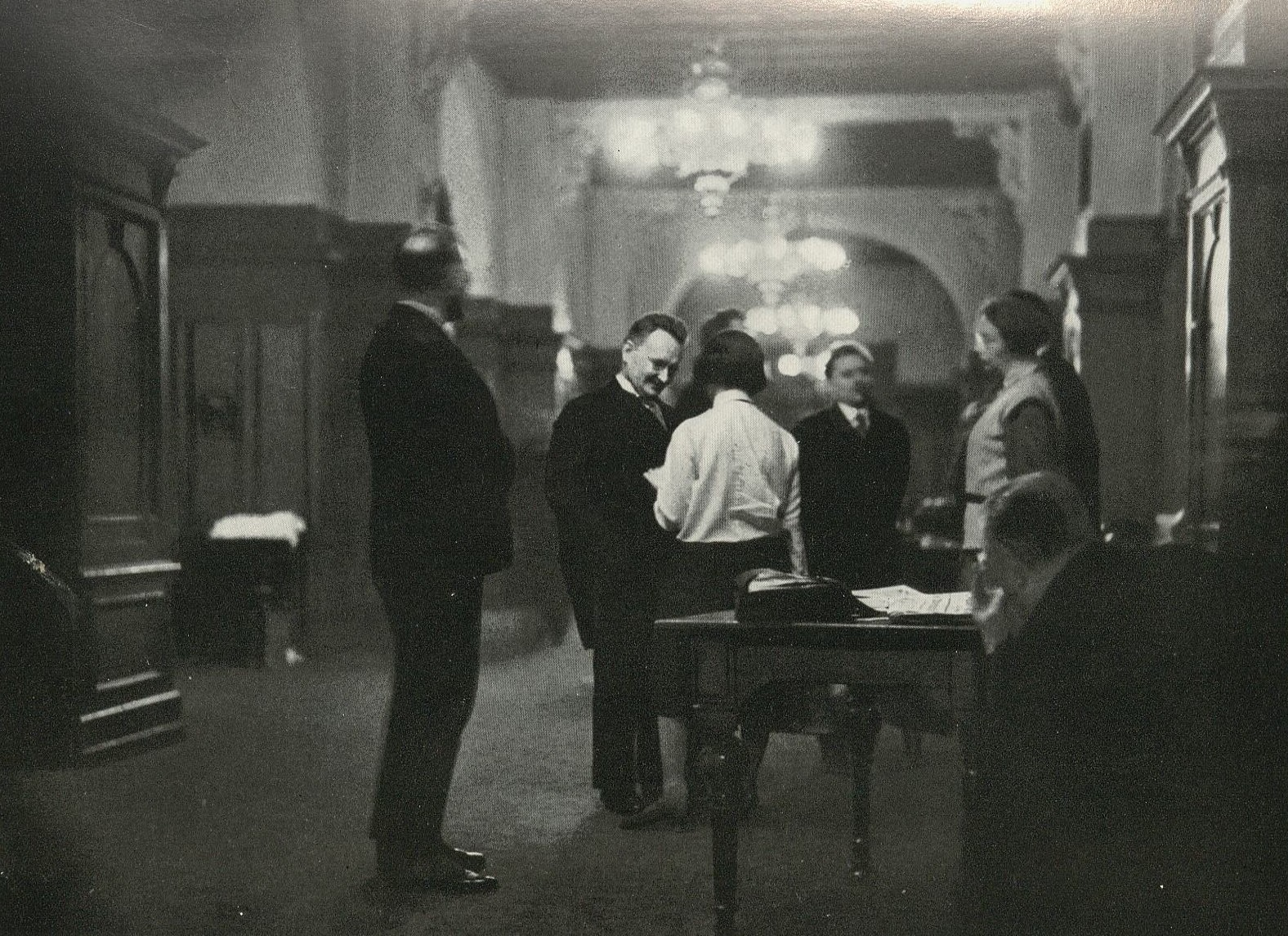
Tony Sender en conversation avec Paul Löbe dans le couloir du Reichstag. Instantané par Erich Salomon.

Tony Sender appartient avec Paul Levi, Kurt Rosenfeld, Max Seydewitz et Heinrich Ströbel, à l'aile gauche du SPD, qui adhère aux concepts marxistes. Elle est aussi une des opposantes parlementaires les plus déterminées au nazisme et au communisme radical.
Elle passe un an en Suisse pour soigner une tuberculose sévère.
En raison de ce positionnement politique, elle abandonne la circonscription de Francfort où le SPD ne lui propose plus de figurer en bonne place sur sa liste. Elle siège alors, de 1924 à 1933, au Reichstag pour la circonscription de Dresde-Bautzen, bastion de l'aile gauche du SPD. Elle se concentre sur la politique douanière et commerciale,.
En 1932, elle appelle à une grève générale pour écarter la menace imminente d’une prise du pouvoir par le national-socialiste.
Elle est rédactrice en chef du magazine de la Fédération allemande des travailleurs de la métallurgie, et écrit près de 420 articles en 1933. En 1928, elle se voit également confier la tâche de rédactrice en chef de Frauenwelt, un magazine du SPD dans lequel elle signe plus de 400 articles,.

### Aux États-Unis
Après avoir été ouvertement menacée de mort par les nazis, elle s'enfuit en Tchécoslovaquie le 5 mars 1933, peu après l'incendie du Reichstag, puis en Belgique où elle reçoit une offre d'écriture pour la Volksgazet d'Anvers. Elle y travaille travaille avec un groupe d'exilés du Reichsbanner Schwarz-Rot-Gold,,.
Le 29 mars 1934, le Deutscher Reichsanzeiger publie la deuxième liste d'expatriation du Reich allemand (de), donc des personnes à qui le régime retire la nationalité allemande. Tony Sender en fait partie.
En 1935, elle s'installe aux États-Unis où elle s'est déjà rendue à deux reprises.

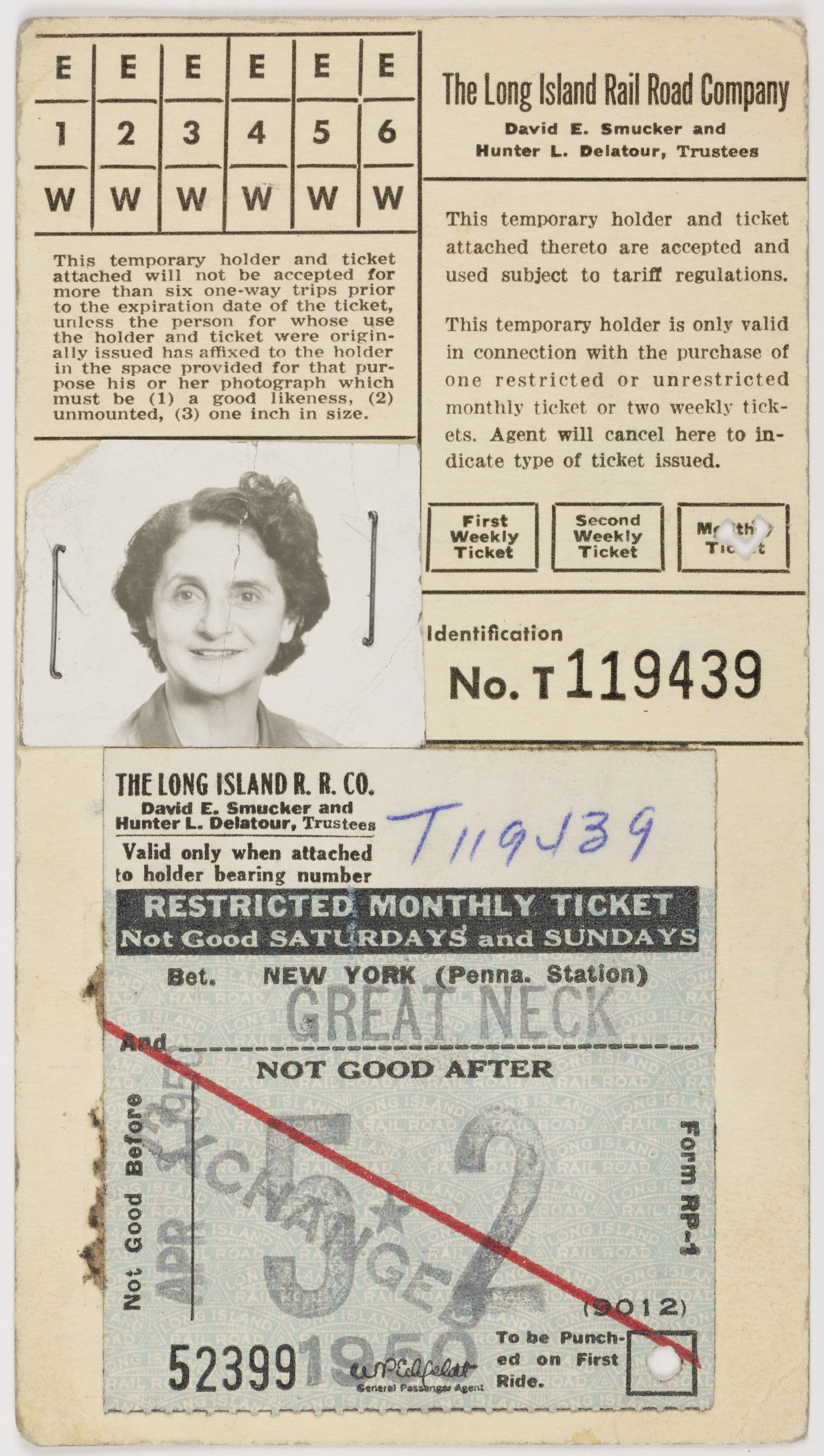
Carte mensuelle pour le Long Island Rail Road avec photo d'identité de Tony Sender (1950).

Aux États-Unis, elle travaille comme journaliste et écrit des articles, notamment pour Aufbau, la publication en langue allemande des émigrés juifs allemands,.
Elle est également active dans l'aide aux réfugiés, s'implique dans des organisations juives et travaille comme experte économique  pour l'Office of Strategic Services jusqu'en 1944,,.
Elle est naturalisée américaine en 1943.
Elle travaille ensuite, à partir de 1944, comme spécialiste économique à l'Administration des Nations unies pour le secours et la reconstruction (UNRRA), représente, depuis 1947, la Fédération américaine du travail et la Confédération internationale des syndicats libres auprès du Conseil économique et social des Nations Unies et travaille au sein de la Commission des droits de l'homme des Nations Unies et de la Commission des Nations Unies sur la condition de la femme. Dans son travail, elle défend les revendications syndicales telles que la réduction des heures de travail et le plein emploi. Sa lutte pour une interdiction internationale du travail forcé aboutit à la convention sur l'abolition du travail forcé adoptée en 1957,. Elle participe également à la création de la Déclaration universelle des droits de l'homme.
Souffrant de la maladie de Parkinson, elle abandonne la vie professionnelle active le 31 décembre 1956,.
Elle est toujours restée célibataire « très tôt j'ai ressenti le besoin d'essayer de me consacrer aux causes de la liberté et de la justice sociale [...] les liens familiaux peuvent [...] vous empêcher de montrer tout le courage et l'altruisme qu'une grande cause exige , spécialement pour une jeune femme » et « j'avais peur que le mariage me rende dépendante économiquement et autrement ».
Tony Sender décède après de longues souffrances le 26 juin 1964 à New York.
Elle n'est jamais retournée en Allemagne, où « trop de gens regardaient quand l'infamie régnait ».

## Hommages
- Ses mémoires « L’autobiographie d’une rebelle allemande » paraissent  en allemand en 1981.
- En 1988, l'exposition « 100 ans de Tony Sender » est présentée en son honneur dans sa ville natale de Biebrich[9].
- En 1992, une grande exposition lui est consacrée à Francfort-sur-le-Main.
- Depuis 1992, la ville de Francfort décerne le prix Tony Sender (de) pour promouvoir « des réalisations innovantes exceptionnelles qui servent à réaliser l’égalité des sexes et à lutter contre la discrimination à l’égard des femmes »[9].
- L'école du parti SPD Hesse-Sud, Toni Sender Akademie, porte son nom[14].
- Le 31 octobre 2022, une plaque commémorative berlinoise est dévoilée sur son ancien lieu de résidence, Berlin-Wilmersdorf, Wittelsbacherstraße 34.

## Publications
- Tony Sender, Autobiography of a German Rebel, New York , Vanguard Press, 1939
- (en) « We must face the issues », The Annals of the American Academy of Political and Social Science, vol. 216(1),‎ 1941 (lire en ligne)
- (de) « Die Frauen und das Rätesystem, discours pour la Conférence des femmes de Leipzig, 29 novembre 1919 », Freiheit,‎ 1919
- (de) « "Diktatur über das Proletariat ou : Diktatur des Proletariats: Das Ergebnis von Moskau », Volksrecht,‎ 1920
- (en) « Does Stalin Dare Lift the Curtain ? », The Federationist,‎ juin 1951